# Arras Film Festival 2019
Le Arras Film Festival 2019, 20e édition du festival, se déroule du 8 au 17 novembre 2019.

## Déroulement et faits marquants
Le 17 novembre 2019, le palmarès est dévoilé : le film bulgare La Saveur des coings de Kristina Grozeva et Petar Valtchanov remporte l'Atlas d'or du meilleur film, le prix de la critique et le prix du jury jeunes. L'Atlas d'argent de la mise en scène est remis à Marko Škop pour Let There Be Light (en) et le prix du public à Dafne de Federico Bondi,.

## Jury

### Jury Atlas
- Thierry Klifa (président du jury), réalisateur
- Déborah François, actrice
- Guillaume Gouix, acteur
- Cédric Anger, réalisateur
- Joséphine Japy, actrice

### Jury de la critique
- Philippe Rouyer (président du jury)
- Charles Tesson
- Charlotte Lipinska (d)
- Bernard Payen
- Yaël Hirsch

## Sélection

### Compétition européenne
- The Best of Dorien B. de Anke Blondé (d)  Belgique
- La Saveur des coings de Kristina Grozeva et Petar Valtchanov  Bulgarie
- Let There Be Light (en) de Marko Škop  Slovaquie
- Dafne de Federico Bondi  Italie
- Negative Numbers de Uta Beria (d)  Géorgie
- The Iron Bridge de Monika Jordan-Młodzianowska (d)  Pologne
- Lands of Murders (Freies Land) de Christian Alvart  Allemagne
- Disco de Jorunn Myklebust Syversen (no)  Norvège
- Carturan de Liviu Săndulescu (d)  Roumanie

### Découvertes européennes
- Benni (Systemsprenger) de Nora Fingscheidt  Allemagne
- Lola vers la mer de Laurent Micheli  Belgique
- La Dernière Vie de Simon de Léo Karmann  France
- Un'avventura de Marco Danieli  Italie
- Le Défi du champion (Il campione) de Leonardo D'Agostini  Italie
- Where is Hendrix ? de Marios Piperides  Chypre
- Fight Girl (Vechtmeisje) de Johan Timmers  Pays-Bas
- Madre de Rodrigo Sorogoyen  Espagne
- Aurora de Miia Tervo  Finlande
- Deux de Filippo Meneghetti  France

### Visions de l'Est
- La Communion (Boże Ciało) de Jan Komasa  Pologne
- Les Siffleurs (La Gomera) de Corneliu Porumboiu  Roumanie
- Stitches (Šavovi) de Miroslav Terzic  Serbie
- Parking de Tudor Giurgiu  Roumanie
- Irina de Nadejda Koseva  Bulgarie
- Erased (Izbrisana) de Miha Mazzini  Slovénie
- A Shelter Among The Clouds (Streha mes reve) de Robert Budina  Albanie

### Visions de l'Est - Classiques
- L'Incinérateur de cadavres (Spalovač mrtvol) de Juraj Herz  Tchécoslovaquie
- La Caravane blanche (Белый караван) de Eldar Chenguelaia et Tamaz Meliava  Géorgie
- Kanal (Kanał) de Andrzej Wajda  Pologne
- Les Amours d'une blonde (Lásky jedné plavovlásky) de Miloš Forman  Tchécoslovaquie

### Peur sur les sixties
- Les Yeux sans visage de Georges Franju  France
- Le Voyeur (Peeping Tom) de Michael Powell  Royaume-Uni
- Psychose (Psycho) de Alfred Hitchcock  États-Unis
- L'Horrible docteur Orloff (Gritos en la noche) de Jess Franco  Espagne
- Six Femmes pour l'assassin (Sei donne per l'assassino) de Mario Bava  Italie
- Meurtre par procuration (Nightmare) de Freddie Francis  Royaume-Uni
- Répulsion (Repulsion) de Roman Polanski  Royaume-Uni
- Dracula, prince des ténèbres (Dracula: Prince of Darkness) de Terence Fisher  Royaume-Uni

### L'Italie de Mussolini
- Rails (Rotaie) de Mario Camerini
- Scipion l'Africain (Scipione l'Africano) de Carmine Gallone
- Le Navire blanc (La nave bianca) de Roberto Rossellini
- Païsa (Paisà) de Roberto Rossellini
- Les Années difficiles (Anni difficili) de Mario Bava
- La Chronique des pauvres amants (Cronache di poveri amanti) de Carlo Lizzani
- Le Jardin des Finzi-Contini (Il giardino dei Finzi-Contini) de Vittorio De Sica
- 1900 (Novecento) de Bernardo Bertolucci
- La Carrière d'une femme de chambre (Telefoni bianchi) de Dino Risi
- Liberté, mon amour ! (Libera, amore mio!) de Mauro Bolognini
- Une journée particulière (Una giornata particolare) de Ettore Scola
- Vincere de Marco Bellocchio

## Palmarès

### Compétition
- Atlas d'or du meilleur film : La Saveur des coings (titre bulgare : Бащата, Bachtata, titre anglais : The Father) de Kristina Grozeva et Petar Valtchanov
- Atlas d'argent de la mise en scène : Marko Škop pour Let There Be Light (en) (en slovaque : Nech je svetlo)
- Prix de la critique : La Saveur des coings de Kristina Grozeva et Petar Valtchanov
- Prix du public : Dafne de Federico Bondi
- Prix regards jeunes : La Saveur des coings de Kristina Grozeva et Petar Valtchanov